# 제14회 서울국제대안영상예술페스티벌
제14회 서울국제대안영상예술페스티벌은 2014년 8월 7일에 열린 시상식이다.

## 수상 및 후보

### 최고구애상
- 재 - 오민욱 수상

### 대안영화상
- 디지털 랜드스케이핑 - 고상석 수상

### 글로컬 대안영화상
- 타인의 오브제 - 던컨 캠벨 수상

### 아이공상
- 무고한자들 - 로니 트록커 수상

### 글로컬 파노라마
- 죽음의 해안 - 로이스 파티노
- 나일 수도 있었던, 혹은 나인 사람들 - 보리스 게레츠
- 1973 - 스테판 이반킥
- 사랑해, 중국 - 리우 베일린
- 틴에이지 - 맷 울프
- 거듭되는 항거 - 제인 진 카이젠
- 망대 - 문승욱
- 이것이 우리의 끝이다 - 김경묵
- 풍경 - 장률
- 보이지 않는 목소리 - 박진희

### 가상의정치
- 51+ - 정용택
- 저주의 몫 - 박준석
- 어느 날의 산책 - 정범연
- 옛날 옛적에 판문점 - 김해민
- 정전 100주년 기념 사랑과 평화 페스티벌 - 차지량
- 유기놈 - 신미리
- 홀드 미 - 김숙현
- 전람회의 그림 - 황선숙
- 올록볼록 - 김시헌
- 당신들의 천국 - 조규준
- 라운즈 라운즈 - 에밀리 펠스트링
- 푸른 하늘의 춤 - 브라이언 맥도날드
- 로봇, 파블로프, 인공 위성 - 올리버 호켄헐
- 오바마와 XXX - 테스 마틴
- 무지개 그리기 - 라울 M. 칸델라 외 1명

### 글로컬 구애전 X
- 디지털 시대의 유물 - 프레데리코 루아스
- 매직 미러 - 사라 퍼칠
- 타인의 오브제 - 던컨 캠벨
- 국민매니페스토 - 최윤
- 늘샘천축국뎐 - 유최늘샘
- 재 - 오민욱
- 춤 - 고병준
- 귀머거리와 바람 - 황규일
- 아라비아인과 낙타 - 심혜정
- Light Rhythm #1-3 - 문유진
- 우유 배달 가는 길 - 모하마드 엘-하디디
- 무고한자들 - 로니 트록커
- 더티혜리 - 이요섭
- 라이어 - 정혜인
- 무용 - 최고은
- 발푸르기스의 밤과 상념의 숲 - 김보람
- 남근선망 - 임정서
- 앙상블 - 투와 투
- 라즈 온 에어 - 이옥섭
- 앱사피엔스 - 고현창
- 같이 살아간다 - 홍승범
- Meditation at the Window - 김진섭
- 피스, 피스 - 박재인
- Stitch - 김자영
- 이사 - 박소영
- [[[~] 나타나다 [~] 사라지다 [~]]] - 김주미
- 디지털 랜드스케이핑 - 고상석
- 제스쳐 - 빅키 베넷
- 페리페테이아 - 존 아캄프라
- Umba - 파비앙 쿠페
- 에드가에게 - 에바 우츠코프
- 누구의 것도 아닌 - 크리스토발 카탈란
- 다크 갤러리 - 니콜라스 프로보스트
- 사물 - 아누크 드 클레르크
- 이주 - 마뉴엘 알바레즈 디에스트로
- 홈 무비스 가자 - 바스마 알샤리프
- 발코니 - 렌디타 제치라지
- 해석학 - 알렉세이 드미트리에브
- 문 - 아스트리드 반 님베겐
- 인포 서핑: 모스크바 2 - 마리나 체르니코바
- 진짜 사랑일까? (아니!) - 플로리안 크렙칙
- 평행 - 하룬 파로키

### 장편 신작전
- 만신 - 박찬경
- 니키리라고도 알려진 - 이승희
- 수련 - 김이창
- 거미의 땅 - 김동령 외 1명
- 국립극장 - 송상희
- 식스포인츠 - 정연두
- 기념사진 - 김세진
- 그린 포르노 - 나를 유혹해 봐 - 이사벨라 로셀리니
- 오그레브 전투 - 마이크 피기스 외 1명
- 스컹크 스팸 - 로라 스튜어트
- 미키마우스 가면을 쓴 남자 - 다니엘라 쉬러
- 질문은 이제 그만! - 팀 로치 외 1명
- 별을 바라보는 눈 - 팀 로치 외 1명
- 나는 존 레논을 만났다 - 조쉬 라스킨
- 제프리와 공룡 - 크리스토프 스테저
- 어머니 - 크리스토프 스테저
- 할아버지의 범죄 - 카트린느 휘를리만
- 흰 염소 - 신디 모치즈키
- 이누이트식 이름 짓기 - 크리스티앙 멜리오
- 아일랜드식 가구 재활용 - 토니 도너휴
- 고래와 어부 - 테스 마틴
- 동쪽으로, 서쪽으로 - 요네쇼 마야
- 여행지에서 만난 얼굴들 (6편) - 바스티앙 두보아
- 위장 - 조나단 호그손
- 숲의 중얼거림 - 조나단 호그손
- 관타나모 수용소: 단식 투쟁 - 조나단 호그손
- 샤라프 이야기 - 한나 헤일보른 외 1명
- 애니메이션으로 그린 마음: 강박 신경증 - 앤디 글린
- 애니메이션으로 그린 마음: 다시 또 다시 - 앤디 글린
- 피난처를 찾아서 - 앤디 글린
- 첫 경험 - 요나스 오델
- 투실라고 - 요나스 오델
- 가운데 주름 - 엘리 랜드
- 황혼 섹스 - 리즈 블레이저
- 당신의 만찬 - 알렉산드라 라바쉐르
- 애니메이션 다큐멘터리, 그게 뭐야? - 스코티 로쉴드
- 남자가 역사를 만들었다고? - 샐리 보스로이드
- 독창성 알레르기 - 드류 크리스티
- 피부색깔=꿀색 - 융 외 1명
- 해금니 - 성준수
- 할망바다 - 강희진
- 빨간 구멍 - 서영주
- 샌프란시스코 갈매기 조개숲으로 날다 - 서영주
- 60초 경제학 강의 - 캐서린 챔버스

### 20주년 특별전: 2000-2020 한국 대안영상예술 어디까지 왔나
- 탄생의 불편함 - 엔리케 팔라치오
- 탈출 - 페페 보티아스
- 지대 - 마르타 아즈파렌 루차스
- 시간 속에서 - 이반 디아즈 바리오소
- 유럽 - 다니엘 마르틴 노벨 외 1명
- 크리스탈 캐슬 - 아나 엔리
- 에티켓 - 메리 카발레로
- 뼈대 - 이사벨 페레즈 델 풀가
- 링크 - 겐츠 델 발
- 게르니카의 외침 - 줄리아 주아니즈
- 마더 쿠엔티나 - 호세 라몬 다 크루즈
- 시계 없는 시간-호세 발 델 오마르 작품의 변주 - 유제니 보넷

### 테마 섹션
- 나, 흑인 - 장 루쉬
- 인간 피라미드 - 장 루쉬
- 조금씩 조금씩 - 장 루쉬